# DJ Hoppa
DJ Hoppa (справжнє ім'я Лі Ґреш) — американський продюсер, офіційний діджей Funk Volume, засновник власного лейблу Broken Complex Records. Батько музиканта — трубач, матір — віолончелістка. DJ Hoppa також є співпродюсером альбому реп-виконавиці Sirah, Clean Windows Dirty Floors.

## Дискографія
Студійні альбоми
- 2004: To April from June LP
- 2008: Network Networth
- 2015: Hoppa & Friends

Спільні альбоми
- 2006: Avantgardening — Cultivating Food for Thought (разом з Mine+US)
- 2008: Hop & Pop Volume 1 (разом з General Populus)
- 2009: Day by Day (разом з Mine+US)
- 2012: Everything Is A-OK (разом з Mine+US)
- 2015: Stoney Point (разом з Demrick)

Міні-альбоми
- 2010: Cleen Pop Music

Мікстейпи
- 2007: '199X' Vol. 1
- 2009: Hoppa Mashups Vol. 1
- 2009: Toilet Paper & Beer Summer 2009 Mix (разом з Lenny Ducano)